# Bierwce

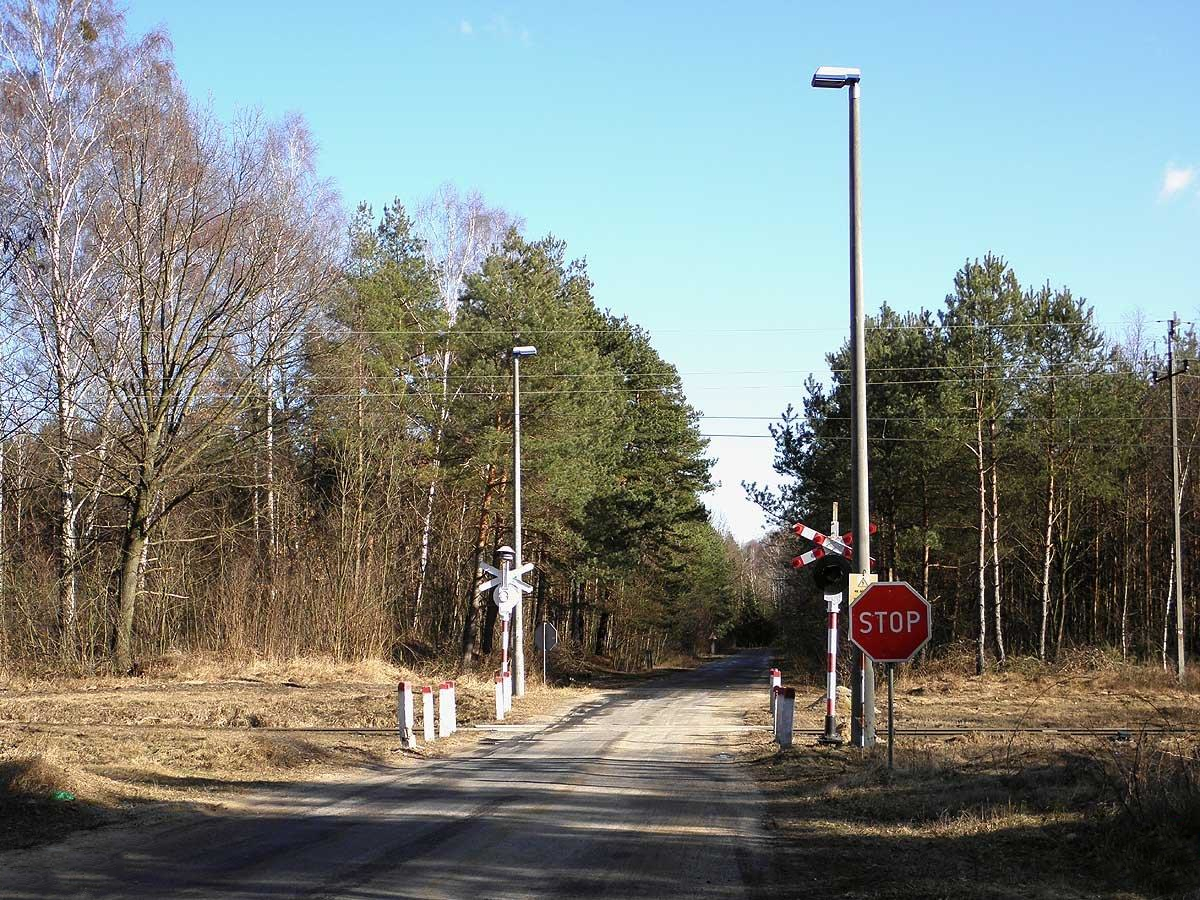
Przejazd kolejowy

Bierwce – wieś w Polsce, położona w województwie mazowieckim, w powiecie radomskim, w gminie Jedlińsk. Ma status sołectwa.
W latach 1954–1972 wieś należała i była siedzibą władz gromady Bierwce. W latach 1975–1998 miejscowość administracyjnie należała do województwa radomskiego.
Znajdują się tu: przedszkole, ośrodek zdrowia i jednostka OSP. W 2011 r. oddano do użytku budynek nowej szkoły podstawowej.
Wieś jest siedzibą rzymskokatolickiej parafii Niepokalanego Serca Najświętszej Maryi Panny.

## Położenie
Bierwce leżą 20 kilometrów od Radomia, 7 kilometrów od krajowej E77 i 80 kilometrów od Warszawy. W pobliżu wsi przebiega linia kolejowa nr 8 z Warszawy Zachodniej do Krakowa Głównego - przystanek Kruszyna.

## Integralne części wsi
| SIMC    | Nazwa     | Rodzaj                |
| ------- | --------- | --------------------- |
| 0624545 | Adaminów  | część wsi             |
| 0624551 | Biały Ług | część wsi             |
| 0624670 | Godzisz   | przysiółek do 2024 r. |

## Historia
Była to wieś szlachecka. Po upadku powstania styczniowego Bierwce przeszły w posiadanie rodziny Przyłęckich. Po śmierci ojca Sabina w 1904 r. Bolesław Przyłęcki objął bierwiecki majątek liczący wówczas 391 ha.
Zintensyfikował gospodarkę, zalesił nieużytki i słabe grunty oraz rozbudował budynki folwarczne. Wokół dworu założył park. Po jego śmierci majątek odziedziczył syn, Tadeusz. W sierpniu 1940 roku władze niemieckie objęły wieś, pozwoliły jednak rodzinie właścicieli mieszkać we dworze. Na terenie majątku powstały obozy wojskowe m.in. dla jeńców radzieckich i poligon. Tadeusz Przyłęcki zmarł w 1943 roku i został pochowany w Lisowie.
Po wojnie Bierwce zostały odebrane córkom Tadeusza i rozparcelowane. Początkowo we dworze urządzono kaplicę nowej parafii, a po przebudowie, szkołę podstawową. Budynki gospodarcze i park uległy dewastacji. Na jego miejscu powstała nowa szkoła.

## Demografia
Według Narodowego Spisu Powszechnego 2011 liczba ludności to 660 z czego 50,2% mieszkańców stanowią kobiety, a 49,8% ludności to mężczyźni. Miejscowość zamieszkuje 4,7% mieszkańców gminy.
60,8% mieszkańców wsi jest w wieku produkcyjnym, 24,2% w wieku przedprodukcyjnym, a 15% mieszkańców w wieku poprodukcyjnym.
| Rok             | 1998 | 2002 | 2009 | 2011 |
| Liczba ludności | 598  | 638  | 656  | 660  |

## Sport
W miejscowości funkcjonuje Ludowy Klub Sportowy „Mirax” Bierwce założony 13 czerwca 1998 r.